# Dmitri Anatoljewitsch Sokolow
Dmitri Anatoljewitsch Sokolow (russisch Дмитрий Анатольевич Соколов; * 19. März 1988 in Ischewsk) ist ein ehemaliger russischer Radrennfahrer.

## Sportliche Laufbahn
Dmitri Sokolow wurde 2005 in Moskau Europameister im Einzelzeitfahren der Juniorenklasse. Im Jahr darauf gewann er bei der Trofeo Karlsberg die erste Etappe nach Mandelbachtal und wurde in der Gesamtwertung Zweiter. Bei der Europameisterschaft in Valkenburg konnte er seinen Titel aus dem Vorjahr verteidigen. Außerdem war er 2006 auf einem Teilstück des Giro di Basilicata erfolgreich. In der Saison 2007 wurde Sokolow russischer U23-Meister im Zeitfahren und bei der Weltmeisterschaft in Stuttgart belegte er den elften Platz im Zeitfahren.
Sokolow war für die Teilnahme an den Olympischen Spielen in Rio de Janeiro nominiert, wurde dann aber zusammen mit Dmitri Strachow und Kirill Sweschnikow ausgeschlossen, nachdem ihre Namen im McLaren Report über das systematische Doping von russischen Sportlern aufgelistet waren. Einsprüche der Sportler gegen diesen Ausschluss beim Internationalen Sportgerichtshof (CAS) blieben erfolglos. Im September 2017 reichten die drei Sportler gegen McLaren, die Welt-Anti-Doping-Agentur WADA sowie den russischen Laborleiter Grigori Rodtschenkow vor dem Ontario Superior Court (McLaren ist Kanadier) Klage ein und forderten sieben Millionen Dollar Schmerzensgeld. Der Ausschluss sei einer überhasteten Untersuchung geschuldet und habe ihrem Ruf großen Schaden zugefügt.
Im Oktober 2017 errang Sokolow bei den Bahneuropameisterschaften gemeinsam mit Alexander Jewtuschenko, Mamyr Stasch und Alexei Kurbatow die Bronzemedaille in der Mannschaftsverfolgung. 2018 gewann er die Tour of Iran.

## Erfolge

### Straße
2005
- Europameister – Einzelzeitfahren (Junioren)

2006
- Europameister – Einzelzeitfahren (Junioren)
- eine Etappe Trofeo Karlsberg

2007
- Russischer Meister – Einzelzeitfahren (U23)

2018
- Gesamtwertung und eine Etappe Tour of Iran

### Bahn
2015
- Bahnrad-Weltcup in Cali – Mannschaftsverfolgung (mit Alexander Serow, Sergei Schilow und Kirill Sweschnikow)

2017
- Europameisterschaft – Mannschaftsverfolgung (mit Alexander Jewtuschenko, Mamyr Stasch und Alexei Kurbatow)
- Russischer Meister – Mannschaftsverfolgung (mit Mamyr Stasch, Alexander Jewtuschenko und Sergei Schilow)